# 布拉奇因
布拉齐因（英語：Brazzein）是一种天然存在于西非神秘果（Pentadiplandra brazzeana，当地称"遗忘果"）中的甜味蛋白质，该果实原产于中非大西洋沿岸地区。1994年，威斯康星大学麦迪逊分校的科学家首次分离出这种蛋白。其甜度约为蔗糖的500至2000倍。
布拉齐因分布于果实外果皮组织中，包裹在种子周围的果肉里。继1989年发现的潘塔丁（pentadin）后，这是从神秘果中发现的第二种甜味蛋白。
与莫内林、索马甜等植物甜蛋白类似，布拉齐因的甜度远超常见甜味剂。人类、猴子和倭黑猩猩都能感知其甜味，但大猩猩因甜味受体基因突变无法尝出甜味，故不食用这种果实。

## 传统应用
西非神秘果原产于加蓬和喀麦隆，其果实长期被猿类和当地居民食用。由于含有布拉齐因和潘塔丁，这种浆果甜度惊人。当地人称之为"Oubli"（法语"遗忘"），因传说婴儿食用后会因迷恋其甜味而忘记母乳，甚至忘记返回村庄寻找母亲。

## 蛋白质结构
该单体蛋白由54个氨基酸残基组成，化学式为：C276H410O89N76S8分子量6.5kDa，是目前发现的最小甜味蛋白。其氨基酸序列（根据Swiss-Prot数据库）为：QDKCKKVYEN YPVSKCQLAN QCNYDCKLDK HARSGECFYD EKRNLQCICD YCEY
通过质子核磁共振（pH 5.2，22°C）测定，布拉齐因含有四个分布均匀的二硫键，不含巯基。三维结构显示其具有1个α螺旋和3股反平行β折叠，与莫内林、索马甜的结构差异显著。但最新研究表明，这三种蛋白都具有相似的"甜味指"结构域，这可能是甜味激活的关键。
29-33位、39-43位残基及36位残基和C末端参与甜味形成，蛋白质电荷也影响其与甜味受体的相互作用。据此合成的改良版布拉齐因（pGlu-1-brazzein）甜度达到天然版本的两倍。

## 甜味特性
以重量计，布拉齐因甜度相当于10%蔗糖溶液的500倍或2%蔗糖溶液的2000倍。其甜味特征比索马甜更接近蔗糖，具有纯净甜味、持久余韵，在等甜溶液中味觉延迟比阿斯巴甜更长。
该蛋白在pH 2.5-8范围内稳定，98°C加热2小时仍保持活性。

## 作为甜味剂
布拉齐因可作为现有低热量甜味剂的替代品。作为蛋白质，它对糖尿病患者安全，水溶性极佳（>50 mg/mL）。
与阿斯巴甜、甜菊糖等甜味剂复配时，能减轻不良后味并增强风味。
其味觉特征比其它天然甜味剂（除索马甜外）更接近蔗糖，且独特的耐热性使其更适合食品工业加工。
实验室已通过多肽合成和大肠杆菌重组蛋白技术成功制备。
美国Prodigene和Nectar Worldwide等公司获得威斯康星校友研究基金会专利授权，通过玉米基因工程生产布拉齐因，每吨玉米可提取1-2公斤。该技术还可应用于小麦等作物，开发预甜化谷物食品。
2008年成立的商业化企业原计划2010年上市，待获得FDAGRAS认证。2024年，Oobli品牌首次获得FDA"无问题"GRAS认证，确认其通过精密发酵生产的甜味蛋白无食用风险。